# Тангавізі
Тангавізі (Tangawizi) — офшорне газове родовище в Індійському океані біля узбережжя Танзанії у блоці 2, правами на розробку якого володіє консорціум у складі норвезької Statoil (65 %, оператор) та ExxonMobil (35 %). Належить до газоносного басейну Мафія (дістав назву за островом Мафія з архіпелагу Занзібар) та знаходиться на південний схід від родовища Зафарані та на північний схід від родовища Лавані.

## Опис
Родовище виявили на початку 2013 року внаслідок спорудження буровим судном Ocean Rig Poseidon свердловини Tangawizi-1. Закладена в районі з глибиною моря 2300 метрів вона мала довжину 3030 метрів та виявила газовий поклад у каналах схилу континентального шельфу, заповнених пісковиками палеоцену.
В 2015 році для уточнення розмірів родовища бурове судно Discoverer Americas спорудило оціночну свердловину Tangawizi-2. Інтерпретація її результатів повинна дати відповідь на включення родовища до плану розробки блоку 2. В будь-якому випадку, Тангавізі не планувалось до введення в експлуатацію на першому етапі, куди віднесені родовища Зафарані, Лавані-Головне, Лавані-Глибоке та Пірі.
Геологічні ресурси Тангавізі оцінюються в діапазоні від 113 до 169 млрд м3 газу.